# 源さん
源さん（げんさん）は、1983年5月16日から9月26日まで日本テレビの月曜スター劇場で放映されたテレビドラマである。

## 概要
主演の宇津井健は、5シリーズ放送された『たんぽぽ』の他『竹とんぼ』にも主演していたこともあって「日本テレビ月曜夜9時（月曜スター劇場）のエース」とも言われていた。本作は『竹とんぼ』以来、月曜スター劇場において2年ぶりとなる宇津井健主演作である。この当時、月曜夜9時はフジテレビの『欽ドン!良い子悪い子普通の子』が視聴率面で強く勢いがあったことで、宇津井主演という話題性などをもって欽ドンを切り崩しに行こうとの狙いもあったという。

## 内容
東京・荒川区尾久で木工所を営んでいる猪刈源太郎は、弟・力と亡き妹の子と3人で暮らしている。ずっと独身であったが、近所の小料理屋の女将・節子と結婚する方向で話がまとまろうとしていた。しかし、節子の子・裕は母の再婚に反対。そんな中、結婚の内祝いが行われていたがその日、はるみが「自分は（源太郎の）腹違いの妹」と名乗って源太郎の元を訪れた。源太郎と、その周囲の人々との間に起こる出来事などを描いた。

## スタッフ
- 脚本：布施博一、押川國秋、麻耶誠治、鹿水晶子、奥村俊雄、稲葉明子
- 演出：結城章介、宮崎洋、斎藤三朗、細野英延
- プロデューサー：溝口至、高野幹夫
- 音楽：山本直純

## 主題歌
- 「心が……」歌：岸本加世子

## 出演
- 猪刈源太郎：宇津井健
47歳、家具職人。両親は早く亡くなっている。弟・力と妹の子を親代わりとして世話して来た。
- 鈴木はるみ：岸本加世子
21歳。源太郎の異母妹を名乗って源太郎の元を訪れる。中学生の時に母を亡くし天涯孤独の状態となり、職を転々。人生に絶望しかけているなどと感情は不安定だが純粋な心を持つ。
- 内山節子：長山藍子
40歳、裕と舞子の母。しかし裕の素行に悩まされている。夫は7年前に死別。源太郎とは結納を交わすまでに至るが、はるみの登場でその再婚話も迷走し始める。
- 猪刈力：林隆三
36歳、源太郎の弟。源太郎の後押しもあって国立の医科大学を卒業、横浜の大学病院に外科医として勤めている。独身で、彼もまたはるみに惹かれていく。
- 内山裕：薬丸裕英（シブがき隊）
17歳、節子の息子。高校3年生。あまり家に帰りたがらず、ディスコで騒ぎを起こすなど周りの心配の種。母の再婚には気に入っていない。
- 福井敏和：布川敏和（シブがき隊）
17歳、裕の同級生。父は公団のエリート課長。恵まれた家柄だが愛情には飢え、また父と同じくエリート路線を行って欲しいという親の期待に重圧を感じ、裕たちと遊びまくっている。
- 本村雅弘：本木雅弘（シブがき隊）
17歳、裕の友人。実家は千葉県内の農家。中学卒業後は町工場のプレス工として働く。休日の前夜はディスコ通いを続けている。
- 内山舞子（節子の娘）：二階堂千寿
- 石田六助：佐藤英夫
- 石田美代子：千野弘美
- 石田まり：上田美恵
- 山川昭市：太宰久雄
- 山川九：おりも政夫
- 山川ふさ子：阿部寿美子
- 加賀めぐみ：風見りつ子
- 猪刈金次郎：花沢徳衛
- 福井圭子：大森暁美
- 大河原恭平：長谷川哲夫
- 清吉：犬塚弘
- 蜷川有紀
- 小野隆
- 音無美紀子
- 鉄男：中村ブン
- 大門正明
- 大河原勇（光洋商事会長）：内田朝雄
- 則子：五十嵐めぐみ

（出典：）

## サブタイトル
| 話数 | 放送日        | サブタイトル               | 脚本               | 演出     |
| ---- | ------------- | -------------------------- | ------------------ | -------- |
| 1    | 1983年5月16日 | あんた一体誰なのさ?        | 布勢博一           | 結城章介 |
| 2    | 5月23日       | あたしの目的知ってんの?    | 布勢博一           | 結城章介 |
| 3    | 5月30日       | 家出?家出!家出!?           | 押川國秋           | 宮崎洋   |
| 4    | 6月6日        | 私の過去すべて見せます     | 押川國秋、布勢博一 | 宮崎洋   |
| 5    | 6月13日       | サヨウナラ!しぶい柿たちよ  | 布勢博一           | 斎藤三朗 |
| 6    | 6月20日       | 良い妹VS悪い妹             | 布勢博一、麻耶誠治 | 結城章介 |
| 7    | 6月27日       | 娘のしつけに悪戦苦闘!?     | 鹿水晶子           | 細野英延 |
| 8    | 7月4日        | 身の上相談なんで私に!?     | 鹿水晶子、布勢博一 | 宮崎洋   |
| 9    | 7月11日       | 信じたあんたがバカなのさ!? | 押川國秋           | 斎藤三朗 |
| 10   | 7月18日       | 許して源さん!本当は…!?     | 布勢博一           | 結城章介 |
| 11   | 7月25日       | 泣くな妹よ妹よ泣くな       | 布勢博一           | 結城章介 |
| 12   | 8月1日        | 良い泥棒VS悪い泥棒         | 押川國秋           | 斎藤三朗 |
| 13   | 8月8日        | とんだシゴキ違い!?         | 鹿水晶子、布勢博一 | 宮崎洋   |
| 14   | 8月15日       | 女ごころは線香花火!?       | 奥村俊雄、布勢博一 | 宮崎洋   |
| 15   | 8月22日       | 男ごころも似たもの同志!?   | 押川國秋、布勢博一 | 斎藤三朗 |
| 16   | 8月29日       | 此の度妹やめさせて頂きます | 布勢博一           | 結城章介 |
| 17   | 9月5日        | ハルミ スグ カエレ アニ    | 稲葉明子           | 結城章介 |
| 18   | 9月12日       | こんな私に誰がした!?       | 稲葉明子           | 斎藤三朗 |
| 19   | 9月19日       | サヨウナラ!!父の鈴         | 稲葉明子           | 結城章介 |
| 20   | 9月26日       | また逢う日まで             | 布勢博一           | 宮崎洋   |